# سیارک ۲۹۷۵۳
سیارک ۲۹۷۵۳ (به انگلیسی: 29753 Silvo، نامگذاری:1999CY4) بیست و نه هزار و هفتصد و پنجاه و سومین سیارک کشف شده‌است که در ۱۰ فوریه ۱۹۹۹ کشف شد.